# Estação Liljeholmen
A Estação Liljeholmen é uma das estações do Metropolitano de Estocolmo, situada no condado sueco de Estocolmo, entre a Estação Aspudden, a Estação Hornstull, a Estação Midsommarkransen e a Estação Hornstull. Faz parte da Linha Vermelha.
Foi inaugurada em 5 de abril de 1964. Atende a localidade de Liljeholmen, situada na comuna de Estocolmo.
Constitui a décima maior estação do metropolitano local, com cerca de 37 000 passageiros por dia. Situa-se a cerca de 3,4 km da estação de Slussen, tendo sido inaugurada 1964 em simultâneo com a inauguração da linha então chamada t-bana 2, que mais tarde viria a ser designada por linha vermelha. 
Sofreu obras de remodelação no início da década de 2000, tendo sido convertida de estação ao ar livre para estação coberta. Nas suas imediações, foram nessa altura construídas uma nova praça e novas lojas.

| Oeste ou norte                                       |  |              |  | Leste ou Sul                                            |
| ---------------------------------------------------- |  | ------------ |  | ------------------------------------------------------- |
| Aspudden sentido Norsborg                            |  | Line 13 (en) |  | Hornstull (en) sentido Ropsten metro station (en)       |
| Midsommarkransen metro station (en) sentido Fruängen |  | Line 14 (en) |  | Hornstull (en) sentido Mörby centrum metro station (en) |
| editar no Wikidata                                   |  |              |  |                                                         |